# Deep Space 2
Deep Space 2, som sköts upp mot Mars i januari 1999, var en rymdsond i NASAs New Millennium Program som bestod av två mycket avancerade miniatyrrobotar. Om detta lyckades så skulle det bli den första rymdsond att någonsin penetrera en annan planets yta. Deep Space 2-sonderna skulle också bli de första landarna som inte använde fallskärm eller raket för att sakta ner sin hastighet.
Varje sond vägde endast 2,4 kilogram och var innesluten i ett aeroshell. De åkte till Mars ombord på en annan rymdsond, Mars Polar Lander. Vid ankomsten just ovanför sydpolregionen den 3 december 1999, skulle de två släppas, och kraschlanda mot ytan vid en hastighet av över 644 km/h. Vid nedslaget, skulle varje aeroshell splittras och den grapefrukt-stora sonden skulle penetrera så långt som 0,6 meter ner i ytan. Den övre delen av sonden skulle sända radiodata från den lilla sonden till Mars Global Surveyor som i sin tur sände den hem till jorden. De två sektionerna av sonden skulle vara sammankopplade med en datakabel.
De två rymdsonderna nådde Mars utan några problem och incidenter, men man lyckades aldrig upprätta kontakt efter landningen. Det är inte känt vad som orsakade misslyckandet. Haverirapporten visar att det kan ha varit flera saker.
- Sondens radioutrustning hade låg chans att överleva nedslaget.
- Sonden träffade en yta som var för hård, av sten, för att överleva kraschen.
- Sondens batterier hade blivit laddade nästan ett år innan uppskjutningen och man undersökte aldrig om de fortfarande fungerade.

### Fotnoter
1. 1 2  ”NASA Space Science Data Coordinated Archive” (på engelska). NASA. https://nssdc.gsfc.nasa.gov/nmc/spacecraft/display.action?id=DEEPSP2. Läst 1 april 2020.